# أوليفييه بيسانسينوه
أوليفييه بيسانسينوه (بالفرنسية: Olivier Besancenot) (و. 1974 – م) هو سياسي من فرنسا ولد في لوفالوا-بيري.

## التعليم
تعلم في جامعة غرب باريس نانتير لاديفونس.

## روابط خارجية
- أوليفييه بيسانسينوه على موقع IMDb (الإنجليزية)
- أوليفييه بيسانسينوه على موقع ميوزك برينز (الإنجليزية)
- أوليفييه بيسانسينوه على موقع ديسكوغز (الإنجليزية)
- أوليفييه بيسانسينوه على موقع قاعدة بيانات الفيلم (الإنجليزية)